# فوس ليتش
فوس ليتش (بالإنجليزية: Foss Leach)‏ هو عالم آثار نيوزيلندي، ولد في 16 فبراير 1942.